# Peter van der Hurk
Peter van der Hurk (Den Haag, 27 maart 1949 – aldaar, 8 februari 2025) was een Nederlands paragnost. Hij beweerde helderziend, helderhorend en heldervoelend te zijn. Hij was winnaar van het derde seizoen van het televisieprogramma Het Zesde Zintuig in 2008.

## Carrière
Op 37-jarige leeftijd trad hij in de voetsporen van zijn vader Peter Hurkos (1911-1988) nadat hij zou hebben ontdekt hebben dat hij over paranormale vermogens beschikte. Hij zou communiceren met overledenen en op deze manier vragen beantwoorden voor nabestaanden die normaal niet meer beantwoord konden worden. Hij organiseerde demonstratieavonden en privéconsultaties.
In 2008 won Van der Hurk het RTL4-programma Het Zesde Zintuig en vergaarde daarmee bekendheid. Hij werd een terugkerende paragnost bij Het Zesde Zintuig Plaats Delict, waar paragnosten hun gaven gebruikten om te proberen een doorbraak te forceren in cold cases van de politie.
In 2016 won van der Hurk de ParaVisie Award ‘Medium van het jaar 2015/2016’, die door de lezers van het blad werd gekozen. Hij overleed na een kort ziekbed op 75-jarige leeftijd op zaterdag 8 februari 2025.